# Tébessa
Tébessa város Algériában, a tébessai vilajet székhelye.

## Történelme
Az első pun háború idejéig a régi numidiai királyságok – konkrétan a masszüloszoké – legdélibb pontján elhelyezkedő város volt, Karthágótól délnyugatra. i. e. 247 és i. e. 243 között Karthágó afrikai terjeszkedésbe kezdett, hogy ellensúlyozza szicíliai területi veszteségeit a Római Birodalommal szemben. Hannón karthágói fővezér ekkor foglalta el a várost és csatolta Karthágóhoz.

## Itt született
- Robert Merle (1908–2004) Francia író
- Nadir Larbaoui(wd) (1949–) algériai politikus, miniszterelnök
- Nasszer Edín Dríd (1957–) algériai válogatott labdarúgókapus